# Gouvernement gallois
Le Gouvernement gallois (Welsh Government, prononcé [wɛlʃ ˈɡʌvə(n)mənt] en anglais ; Llywodraeth Cymru, prononcé [ɬəˈwɔdrai̯θ ˈkəmri] en gallois) est l’exécutif dévolu du pays de Galles.
Érigé par le Government of Wales Act 1998 comme simple comité exécutif de l’assemblée nationale du pays de Galles à compter des élections de mai 1999 et connu sous le nom de « cabinet de l’Assemblée » (Assembly Cabinet en anglais et Cabinet y Cynulliad en gallois), son statut est profondément transformé par le Government of Wales Act 2006, une loi britannique qui opère une séparation formelle entre les branches exécutive et législative des institutions dévolues dès mai 2007. Officiellement devenu le « gouvernement de l’Assemblée galloise » (Welsh Assembly Government en anglais et Llywodraeth Cynulliad Cymru en gallois) au sens de la loi de 2006, il prend sa dénomination actuelle en février 2015 à la suite du Wales Act 2014.
Institution collégiale hiérarchisée présidée par le premier ministre, elle est politiquement responsable devant l’Assemblée galloise, renommée en Parlement gallois à compter de mai 2020. Elle se compose de ministres, de vice-ministres et du conseiller général, nommés par le premier ministre avec l’accord du monarque parmi les membres du Senedd à l’exception du conseiller général qui fait l’objet d’une désignation propre possiblement en dehors du Senedd. Le Cabinet, également connu sous le nom légal de « Ministres gallois » (Welsh Ministers en anglais) ou de « Ministres du pays de Galles » (Gweinidogion Cymru en gallois) depuis 2007, réunit les membres supérieurs de la structure exécutive, à savoir le premier ministre et les ministres.

## Histoire
L’assemblée nationale du pays de Galles est érigée en 1999 par le Government of Wales Act 1998. Elle est à l’origine dotée d’un comité exécutif dirigé par le premier secrétaire et composé de secrétaires. Connu sous le nom de « cabinet de l’Assemblée » au sens du règlement intérieur de l’assemblée nationale du pays de Galles dès 1999, il se fait appeler « gouvernement de l’Assemblée galloise » à compter du 1er mars 2002.
Le Government of Wales Act 2006, entré en vigueur après les élections de 2007, sépare la branche législative de la branche exécutive, désormais connue sous la terminologie de « gouvernement de l’Assemblée galloise ». À compter du renouvellement de 2011, l’appellation de « Gouvernement gallois » est adoptée par le premier ministre ; le Wales Act 2014 la rend légale à compter de 2015.

## Membres du Gouvernement
Avec l’accord du monarque du Royaume-Uni, les membres du Gouvernement gallois sont nommés par le premier ministre dans un ordre protocolaire précisé au moment de la formation gouvernementale. Il comprend :
- le premier ministre (First Minister en anglais et Prif Weinidog en gallois), chef du gouvernement ;
- le vice-premier ministre (Deputy First Minister en anglais et Dirprwy Brif Weinidog en gallois), chef adjoint du gouvernement dont la fonction honorifique sans valeur légale est généralement attribuée à un ministre à la tête du groupe parlementaire minoritaire œuvrant dans le cadre d’une coalition gouvernementale avec le premier ministre ;
- les ministres (Ministers en anglais et Gweinidogion en gallois), membres supérieurs du gouvernement qui sont à la tête d’administrations et qui siègent de droit au sein du Cabinet ;
- le conseiller général (Counsel General en anglais et Cwnsler Cyffredinol en gallois), membre du gouvernement chargé de le conseiller juridiquement et de le représenter dans les cours de justice qui siège de droit au sein du Cabinet ;
- les vice-ministres (Deputy Ministers en anglais et Dirprwy Weinidogion en gallois), membres inférieurs du gouvernement placés sous la tutelle d’un ou plusieurs ministres.

Le Gouvernement gallois doit admettre moins de 12 « postes ministériels gallois », notion qui inclut les fonctions de ministres et de vice-ministres. En d’autres termes, le nombre de membres du Gouvernement gallois ne doit pas être supérieur à 14 en incluant les postes de premier ministre et de conseiller général,.

## Organisation

### Cabinet
Le cabinet du Gouvernement gallois, souvent abrégé en « Cabinet », est le principal organe de prises de décisions gouvernementales. Organisation exécutive restreinte, elle se constitue du premier ministre, des ministres supérieurs du gouvernement, du conseiller général — participant sur invitation du chef de gouvernement — et du whip en chef. Présidé par le premier ministre, le Cabinet se réunit généralement toutes les semaines, le lundi à Cathays Park, à Cardiff, en présence de fonctionnaires et de conseillers. Tous les mois, un « Cabinet politique » — dans lequel les fonctionnaires sont priés de quitter la salle de réunion — est rassemblé afin de traiter de sujets de nature politique.
La notion légale de « Ministres gallois » (Welsh Ministers en anglais) ou de « Ministres du pays de Galles » (Gweinidogion Cymru en gallois), créée par le Government of Wales Act 2006 à partir des élections générales de 2007, se définit comme une entité collégiale se constituant du premier ministre et des ministres du gouvernement.

### Autres structures
Il existe d’autres structures en formation restreinte au sein du Gouvernement gallois, appelées « comité du cabinet » ou « sous-comité du cabinet ». En 2022, elles sont au nombre de 3 :
- le sous-comité du cabinet sur le Coût de la vie (Cabinet Sub-Committee on Cost of Living en anglais et Is-bwyllgor y Cabinet ar Gostau Byw en gallois), présidé par le premier ministre, organe créé en septembre 2022 pour répondre à la crise du coût de la vie[α],[β] ;
- le sous-comité du cabinet sur la Justice (Cabinet Sub-Committee on Justice en anglais et Is-bwyllgor y Cabinet ar Gyfiawnder en gallois), présidé par le conseiller général, organe créé en janvier 2020 chargé de formuler la réponse du gouvernement à la suite de la commission sur la justice au pays de Galles[3],[γ],[δ] ;
- le sous-comité du cabinet sur le Nord du pays de Galles (Cabinet Sub-Committee for North Wales en anglais et Is-bwyllgor y Cabinet ar Ogledd Cymru en gallois), présidé par le ministre du Nord du pays de Galles, organe créé en janvier 2019 sous le nom de « comité du cabinet sur le Nord du pays de Galles » chargé d’orienter les choix gouvernementaux au sujet du pays de Galles septentrional[4],[ε],[ζ].

Le sous-comité sur la Transition européenne et le Commerce (Cabinet Sub-Committee on European Transition and Trade en anglais et Is-bwyllgor y Cabinet ar y Trefniadau Pontio Ewropeaidd a Masnach en gallois), créé en septembre 2016 dans le cadre des négociations sur la sortie du Royaume-Uni de l’Union européenne en tant que sous-comité sur la Transition européenne, a été dissous sous le VIe Senedd. Initialement présidé par le premier ministre, il est dirigé par le conseiller général à partir de janvier 2019,,.

## Administration
Le travail des membres du Gouvernement est appuyé par une fonction publique qui emploie plus de 5 000 agents à travers le pays de Galles. La fonction publique reste une compétence du Parlement de Westminster et les agents travaillent selon les règles du Civil Service britannique mais au service de l’administration dévolue du pays de Galles.
L’administration est dirigée par un secrétaire permanent.
Le Gouvernement gallois est également responsable d’un certain nombre d’organisations, qualifiés d’organismes parrainés par le Gouvernement gallois (Welsh Government sponsored bodies en anglais, et Corff a Noddir gan Lywodraeth Cymru en gallois) :
- des organismes exécutifs, les organismes publics non ministériels tel que le Conseil des arts du pays de Galles (en) ;
- des organismes consultatifs, comme le Comité médical gallois ;
- des cours administratives, comme le Tribunal de la langue galloise.

Le gouvernement est également responsable du National Health Service au pays de Galles.
| Groupe | Chef |
| --- | --- |
| Groupe du secrétaire permanent (en) Permanent Secretary’s Group (cy) Grŵp yr Ysgrifennydd Parhaol                                                                             | Secrétaire permanent (en) Permanent Secretary (cy) Ysgrifennydd Parhaol |
| Groupe de l’Économie, Trésor et Constitution (en) Economy, Treasury and Constitution Group (cy) Grŵp yr Economi, y Trysorlys a’r Cyfansoddiad                                 | Directeur général (en) Director General (cy) Cyfarwyddwr Cyffredinol |
| Groupe de la Santé et des Services sociaux (en) Health and Social Services Group (cy) Iechyd a Gwasanaethau Cymdeithasol                                                      | Directeur général, directeur en chef du Service national de santé au pays de Galles (en) Director General, Chief Executive of NHS Wales (cy) Cyfarwyddwr Cyffredinol, Prif Weithredwr GIG Cymru |
| Groupe de l’Éducation, de la Justice sociale et de la Langue galloise (en) Education, Social Justice and Welsh Language (cy) Grŵp Addysg, Cyfiawnder Cymdeithasol a’r Gymraeg | Directeur général (en) Director General (cy) Cyfarwyddwr Cyffredinol |
| Groupe de la Reprise Covid et du Gouvernement local (en) Covid Recovery and Local Government Group (cy) Adfer wedi Covid a Llywodraeth Leol                                   | Directeur général (en) Director General (cy) Cyfarwyddwr Cyffredinol |
| Groupe du directeur de l’exploitation (en) Chief Operating Officer’s Group (cy) Grŵp y Prif Swyddog Gweithredu                                                                | Directeur de l’exploitation (en) Chief Operating Officer (cy) Prif Swyddog Gweithredu |
| Groupe du Changement climatique et des Affaires rurales (en) Climate Change and Rural Affairs Group (cy) Grŵp Newid Hinsawdd a Materion Gwledig                               | Directeur général (en) Director General (cy) Cyfarwyddwr Cyffredinol |

## Identité visuelle
Le cabinet de l’Assemblée fait publier sa première identité visuelle dans une édition spéciale de la lettre d’information Links Dolenni datée du jour de la Saint-David de 2002 (1er mars 2002) et adressée au personnel de l’assemblée nationale du pays de Galles. Il s’y présente comme le « gouvernement de l’Assemblée galloise » (Welsh Assembly Government en anglais et Llywodraeth Cynulliad Cymru en gallois).
En mai 2011, le gouvernement de l’Assemblée galloise adopte une nouvelle version du logotype où apparaît le nom de « Gouvernement gallois » dans les deux langues (Welsh Government en anglais et Llywodraeth Cymru en gallois).

Logotype (2002-2011).
Logotype (depuis 2011).

## Liste des cabinets et gouvernements successifs
| Cycle d’assemblée ou législature | Direction                            | Direction       | Direction                 | Direction       | Caractéristiques          | Caractéristiques               | Représentation dans la chambre | Représentation dans la chambre | Représentation dans la chambre | Mandat        | Mandat                          | Composition initiale de l’exécutif | Composition initiale de l’exécutif | Composition initiale de l’exécutif | Composition initiale de l’exécutif |
| Cycle d’assemblée ou législature | Chef                                 | Chef            | Vice-chef                 | Vice-chef       | Intitulé de l’exécutif    | Nom                            | Groupe de soutien              | Sièges                         | Régime                         | Début         | Fin                             | Fonctions exécutives               | Fonctions exécutives               | Fonctions exécutives               | Effectif                           |
| Cycle d’assemblée ou législature | Chef                                 | Chef            | Vice-chef                 | Vice-chef       | Intitulé de l’exécutif    | Nom                            | Groupe de soutien              | Sièges                         | Régime                         | Début         | Fin                             | Supérieures                        | Inférieures                        | Autres                             | Effectif                           |
| -------------------------------- | ------------------------------------ | --------------- | ------------------------- | --------------- | ------------------------- | ------------------------------ | ------------------------------ | ------------------------------ | ------------------------------ | ------------- | ------------------------------- | ---------------------------------- | ---------------------------------- | ---------------------------------- | ---------------------------------- |
| Ire                              |                                      | Alun Michael    |                           |                 | Cabinet de l’Assemblée    | Michael                        | Travailliste                   | 28 / 60                        | Minoritaire                    | 12 mai 1999   | 9 février 2000                  | 8 secrétaires                      |                                    |                                    | 9 membres                          |
| Ire                              |                                      | Rhodri Morgan   | Morgan I                  | 22 février 2000 | Cabinet de l’Assemblée    | 16 octobre 2000                | Travailliste                   | 28 / 60                        | Minoritaire                    | 8 secrétaires | 3 vice-secrétaires              | Whip en chef                       | 13 membres                         |                                    |                                    |
| Ire                              |                                      | Rhodri Morgan   | Mike German               | Morgan II       | Cabinet de l’Assemblée    | Travailliste Démocrate libéral | 34 / 60                        | Majoritaire (coalition)        | 16 octobre 2000                | 7 mai 2003    | 7 ministres                     | 5 vice-ministres                   | Whip en chef                       | 15 membres                         |                                    |
| Ire                              | Jenny Randerson                      | Rhodri Morgan   |                           | Morgan II       | Cabinet de l’Assemblée    | Travailliste Démocrate libéral | 34 / 60                        | Majoritaire (coalition)        | 16 octobre 2000                | 7 mai 2003    | 7 ministres                     | 5 vice-ministres                   | Whip en chef                       | 15 membres                         |                                    |
| Ire                              | Mike German                          | Rhodri Morgan   |                           | Morgan II       | Cabinet de l’Assemblée    | Travailliste Démocrate libéral | 34 / 60                        | Majoritaire (coalition)        | 16 octobre 2000                | 7 mai 2003    | 7 ministres                     | 5 vice-ministres                   | Whip en chef                       | 15 membres                         |                                    |
| IIe                              |                                      |                 | Morgan III                | Travailliste    | Cabinet de l’Assemblée    | 30 / 60                        | Minoritaire                    | 8 mai 2003                     | 25 mai 2007                    | 8 ministres   | 4 vice-ministres                |                                    | 13 membres                         |                                    |                                    |
| IIIe                             | Gouvernement de l’Assemblée galloise | Morgan I        | 26 / 60                   | Travailliste    | 25 mai 2007               | 19 juillet 2007                | Minoritaire                    | 6 ministres                    | 5 vice-ministres               |               | 12 membres                      |                                    |                                    |                                    |                                    |
| IIIe                             | Gouvernement de l’Assemblée galloise |                 | Ieuan Wyn Jones           | Morgan II       | Travailliste Plaid Cymru  | 41 / 60                        | Majoritaire (coalition)        | 19 juillet 2007                | 9 décembre 2009                | 7 ministres   | 4 vice-ministres                | Whip en chef Conseiller général    | 15 membres                         |                                    |                                    |
| IIIe                             | Gouvernement de l’Assemblée galloise |                 | Ieuan Wyn Jones           | Carwyn Jones    | Travailliste Plaid Cymru  | 41 / 60                        | Majoritaire (coalition)        | Jones I                        | 10 décembre 2009               | 7 ministres   | 4 vice-ministres                | 11 mai 2011                        | 15 membres                         | Whip en chef Conseiller général    |                                    |
| IVe                              | Gouvernement de l’Assemblée galloise |                 |                           | Carwyn Jones    | Jones II                  | Travailliste                   | 30 / 60                        | Minoritaire                    | 13 mai 2011                    | 18 mai 2016   | 7 ministres                     | 3 vice-ministres                   | Whip en chef Conseiller général    | 13 membres                         |                                    |
| IVe                              | Gouvernement gallois                 | Jones II        |                           | Carwyn Jones    |                           | Travailliste                   | 30 / 60                        | Minoritaire                    | 13 mai 2011                    | 18 mai 2016   | 7 ministres                     | 3 vice-ministres                   | Whip en chef Conseiller général    | 13 membres                         |                                    |
| Ve                               | Gouvernement gallois                 | Jones III       | Travailliste Non-inscrite | Carwyn Jones    | Minoritaire               | 19 mai 2016                    | 30 / 60                        | 12 décembre 2018               | 6 secrétaires de cabinet       | 3 ministres   | Whip en chef Conseiller général | 12 membres                         |                                    |                                    |                                    |
| Ve                               | Gouvernement gallois                 |                 | Mark Drakeford            | Drakeford I     | Travailliste Non-inscrits | 31 / 60                        | Majoritaire                    | 13 décembre 2018               | 12 mai 2021                    | 7 ministres   | 5 vice-ministres                | Conseiller général                 | 14 membres                         |                                    |                                    |
| VIe                              | Gouvernement gallois                 | Drakeford II    | Mark Drakeford            | Travailliste    | 30 / 60                   | Minoritaire                    | 13 mai 2021                    | 20 mars 2024                   | 4 vice-ministres               | 7 ministres   | 13 membres                      | Conseiller général                 |                                    |                                    |                                    |
| VIe                              | Gouvernement gallois                 | Vaughan Gething | Gething                   | Travailliste    | 30 / 60                   | Minoritaire                    | 21 mars 2024                   |                                | 8 secrétaires de cabinet       | 3 ministres   | Whip en chef Conseiller général | 14 membres                         |                                    |                                    |                                    |

### Publications officielles

#### Gouvernement britannique
- Government of Wales Act 1998, London, The Stationery Office Limited, 1999 (1re éd. 1998), 183 p. (lire en ligne [PDF]).
- Government of Wales Act 2006, London, The Stationery Office Limited, 2006, 203 p. (lire en ligne [PDF]).
- Wales Act 2014, London, The Stationery Office Limited, 2014, 39 p. (lire en ligne [PDF]).
- Wales Act 2017, London, The Stationery Office Limited, 2017, 146 p. (lire en ligne [PDF]).

#### Publications du Gouvernement gallois
- Welsh Government, Welsh Government Consolidated Accounts: 2018-2019, 2018, 126 p. (lire en ligne [PDF]).
- Welsh Government, Minesterial Code, 2019, 37 p. (lire en ligne [PDF]).

#### Publications de l’Assemblée
- National Assembly for Wales, Standing Orders of the National Assembly for Wales made by the Secretary of State for Wales under section 50(3) of the Government of Wales Act 1998, Cardiff, 2003 (1re éd. 1999), 113 p. (lire en ligne [PDF]).
- Alys Thomas, The First Minister and Cabinet Members, Cardiff, National Assembly for Wales Commission, 2018, 3 p. (lire en ligne [PDF]).

### Publications scientifiques
- Philippe Chassaigne, « Les réformes institutionnelles du gouvernement Blair : une mise en perspective historique », Revue française de civilisation britannique, t. XI « Tony Blair et la réforme des institutions », no 2,‎ 2002, p. 7-17 (présentation en ligne).
- Russell Deacon, Alison Denton et Robert Southall, The Government and Politics of Wales, Édimbourg, Edinburgh University Press, 2018, 244 p..